# Ivar Stukolkin
Ivar Stukolkin (Tallinn, 13 agosto 1960) è un ex nuotatore sovietico.
Specializzato nello stile libero, ha vinto due medaglie alle olimpiadi di Mosca 1980: l'oro nella staffetta 4x200 m sl e il bronzo nei 400 m sl.

## Palmarès
- Olimpiadi
  - Mosca 1980: oro nella staffetta 4x200 m sl e bronzo nei 400 m sl.